# Horst Löffler
Horst Löffler (Langenau, 17 marzo 1942) è un ex nuotatore tedesco.

## Carriera
Contribuì alla vittoria della medaglia d'argento nella staffetta 4x100m stile libero alle Olimpiadi di Tokyo 1964.

## Palmarès
- Giochi olimpici estivi

Tokyo 1964: argento nella 4x100m stile libero (come Squadra Unificata tedesca).